# 1993年1月逝世人物列表
1993年逝世人物列表：1月 - 2月 - 3月 - 4月 - 5月 - 6月 - 7月 - 8月 - 9月 - 10月 - 11月 - 12月
1993年1月逝世人物列表，是用於匯總1993年1月期間逝世人物的列表。

## 依日期排序

### 1日
- 羅斯·巴斯，74歲，美國花藝師和政治家。[1]
- 瓊·克萊沃思，87歲，美國女演員。[2]
- 沙洛姆·科恩，66歲，以色列政治家。[3]
- 菲利斯·希爾，72歲，美國舞蹈家和女演員，肺癌患者。[4]
- 雷蒙·傑克·拉斯特，89歲，澳大利亞外科醫生和解剖學家。[5]
- 勞倫斯·馬克斯，77歲，美國電視編劇[6]
- 喬治·R·馬瑟，81歲，美國陸軍上將。
- 讓·邁耶，72歲，法裔美國科學家[7]
- 凱西·馬什，41歲，英國社會學家和統計學家[8]
- 托托·米尼奧內，86歲，義大利舞蹈家和演員。

### 2日
- 肖恩·德弗勒，28歲，英國慈幼會傳教士和援助工作者[9]
- 弗拉基米爾·馬科戈諾夫，88歲，蘇聯-亞塞拜然棋手。
- 魯迪·蘇佩克，79歲，克羅埃西亞社會學家和哲學家。[10]
- 瓦萊麗·威靈頓，33歲，美國歌劇和布魯斯歌手
- 傑拉爾德·T·惠蘭，67歲，美國政治家。

### 3日
- 利亞·費爾德曼，93歲，敖德薩無政府主義服裝工人。
- 約翰尼·莫斯特，69歲，美國體育節目主持人
- 西蒙·沃德里，86歲，法國電影女演員[11]
- 威爾·沃爾斯，80歲，美式橄欖球運動員和教練[12]

### 4日
- 丹尼·克雷文，82歲，南非橄欖球運動員和教練[13]
- 倫納德·基布里克，68歲，美國兒童演員
- 香農·博伊德-貝利·麥庫恩，79歲，美國地理學家。[14]
- 納雅爾帕姆·帕納薩拉蒂，92歲，印度遺傳學家和聯合國官員。
- 哈羅德·佩奇·史密斯，88歲，美國海軍上將。
- 歐內斯特·里奧·溫特科弗勒，75歲，美國羅馬天主教主教，查爾斯頓主教（1964-1990）。

### 5日
- 胡安·貝內特，65歲，西班牙小說家[15]
- 尤里·別茲梅諾夫，53歲，蘇聯裔加拿大叛逃的克格勃特工和記者
- 赫爾穆特·比肖夫，84歲，德國納粹官員和黨衛軍軍官。
- 喬治·柯林斯，75歲，美國藝術史學家，阿爾茨海默病。
- 韋特斯利·艾倫·多德，31歲，美國被定罪的連環殺手
- 尼古拉斯·梅亞爾，86歲，美國天文學家[16]
- 埃利塞奧·莫拉萊斯，94歲，西班牙賽艇運動員[17]
- 西斯沃羅·喬達摩·布特拉，54歲，印尼電影導演。
- 梅納德·史崔特，94歲，美式橄欖球和籃球教練。

### 6日
- 伊莉莎白·哈布斯堡-洛林，70歲，奧地利皇室成員。
- 斯特凡·巴丘，74歲，羅馬尼亞-巴西詩人、小說家、公關人員和學者。
- 泰德·丹尼萊夫斯基，71歲，波蘭裔美國電影導演[18]
- 迪齐·吉莱斯皮，75歲，美國爵士小號手[19]
- 理查·莫滕森，82歲，丹麥畫家。[20]
- 魯道夫·紐瑞耶夫，54歲，俄羅斯芭蕾舞演員和編舞家[21]

### 7日
- 約翰·考利，87歲，英國軍官。
- 井筒俊彦，78歲，日本宗教學者。
- 蘇西·金斯，81歲，奧地利出生的管風琴家、教師和音樂學家。[22]
- 小弗雷德·科勒，81歲，美國演員。[23]

### 8日
- 漢斯·伯特倫，86歲，德國飛行員、編劇和電影導演[24]
- 西奧·布魯因斯，63歲，荷蘭鋼琴家[25]
- 阿西夫·納瓦茲，56歲，巴基斯坦將軍[26]
- 喬治·魯德，82歲，英國馬克思主義歷史學家[27]
- 倫納德·A·謝勒，85歲，美國醫生[28]
- 赫伯特·特蘭托，89歲，德國電影配樂作曲家[29]
- 哈里亞·圖拉伊里奇，56-57歲，波士尼亞政治家和副總理[30]

### 9日
- 布魯斯·坎貝爾，80歲，英國鳥類學家。
- 安東·克里漢，99歲，摩爾多瓦政治家、作家、經濟學家和記者[31]
- 保羅·哈斯拉克，87歲，澳大利亞政治家[32]
- 基思·姆維拉，43歲，尚比亞拳擊手[33]
- 托特·尤迪特，86歲，匈牙利女子競技體操運動員[34]
- 珍妮特·沃恩，93歲，英國生理學家。[35]

### 10日
- 戴安娜·亞當斯，66歲，美國芭蕾舞演員。[36]
- 亞當·阿斯頓，90歲，波蘭裔英國歌手。
- 莫裡斯·布魯克斯，92歲，美國博物學家。[37]
- 湯瑪斯·B·柯蒂斯，81歲，美國政治家。[38]
- 路德·海爾希·古立克（Luther Halsey Gulick），100歲，美國社會科學家。[39]
- 喬治·穆寧，82歲，法國語言學家。[40]
- 東姑再納布二世，75歲，馬來西亞皇室成員。

### 11日
- 羅伯托·路西法羅·達普里利亞諾，89歲，義大利律師和政治家。
- 萊西·福斯伯格，50歲，美國作家.[41]
- 弗蘭克·奎因，65歲，美國棒球運動員[42]
- 馬克杜姆·穆罕默德·扎曼·塔利布爾·穆拉，73歲，巴基斯坦政治家，學者和詩人。
- 湯米·沃克，77歲，蘇格蘭足球運動員。.[43]

### 12日
- 厄爾·布朗，81歲，美國棒球運動員和經理。[44]
- 約瑟夫·恰普斯基，96歲，波蘭藝術家、作家和評論家。[45]
- 弗雷德·柯尼希，61歲，美國棒球運動員，教練和導演。[46]
- 皮埃爾·尼漢特，67歲，比利時自行車運動員。[47]
- 喬·奧雷爾，75歲，美國棒球運動員。[48]
- 葉赫茲克爾·施特賴希曼，87歲，以色列畫家。[49]
- 瑪吉特·托斯達爾，74歲，挪威政治家。
- 蒂托·瓦恩霍尔茨，86歲，德國男子曲棍球運動員。[50]

### 13日
- 埃迪瓦尔多·马丁斯·达·丰塞卡，30歲，巴西足球運動員[51]
- 莫扎特·卡马戈·瓜尔涅里，85歲，巴西作曲家。[52]
- 海倫·J·坎特，73歲，美國考古學家和藝術史學家[53]
- 恩德雷克·盧卡，65歲，阿爾巴尼亞舞台、電影和戲劇演員。
- 勒内·普利文，91歲，法國政治家和總理[54]
- 亞歷山大·索珀，88歲，美國藝術史學家。
- 查理斯·蒂隆，95歲，法國政治家。[55]

### 14日
- 維克多·阿本斯，80歲，盧森堡政治家。
- 第一代布倫蒂斯菲爾德男爵維克多·沃倫德，93歲，英國政治家。
- 基圖，33歲，斯里蘭卡泰米爾叛亂分子和泰米爾猛虎組織領導人，自殺。[56]
- 曼弗雷德·拉克斯，78歲，波蘭外交官和法學家。[57]
- 佩皮塔·費雷爾·盧卡斯，54歲，加泰羅尼亞國際象棋選手。
- 羅伯特·A·馬蒂，82歲，美國特效藝術家
- 何塞·科馬斯·克薩達，64歲，西班牙水彩畫家。

### 15日
- 黎锦光，86歲，中國早期流行音樂家。
- 比利·布朗，82歲，英格蘭足球運動員。[58]
- 薩米·卡恩，79歲，美國作詞人[59]
- 阿瑟·沃利斯·埃克塞爾，91歲，英國植物學家。[60]
- 小約瑟夫·艾倫·弗雷爾，89歲，美國商人和政治家。[61]
- 呂西安·格羅索，60歲，法國冬奧會雪橇運動員[62]
- 威廉·G·哈德威克，82歲，美國政治家。
- 亨利·伊巴，88歲，美國籃球教練。[63]
- 安娜瑪麗·馮·加班，91歲，德國學者。[64]

### 16日
- 菲爾·錢伯斯，76歲，美國演員。[65]
- 弗雷迪·科克倫，77歲，美國拳擊手。
- 葛籣·科貝特，59歲，美國演員[66]
- 弗洛倫斯·戴斯蒙德，87歲，英國女演員[67]
- 拉菲克·哈查特良，55歲，亞美尼亞雕塑家。
- 斯坦·謝里夫，60歲，美式橄欖球運動員、教練和大學體育管理員。[68]
- 瓊·帕爾·西格馬臣，32歲，冰島健美運動員
- 德約科·斯利耶普切維奇，85歲，塞爾維亞歷史學家。
- 斯韋托扎爾武約維奇，52歲，波士尼亞和南斯拉夫足球運動員和經理。[69]
- 大和屋竺，55歲，日本電影導演、編劇和演員[70]

### 17日
- 芭芭拉·布切克，53歲，波蘭作曲家。
- 胡里奧·科爾，73歲，西班牙編劇和電影導演。[71]
- 阿爾伯特·胡拉尼，77歲，英國歷史學家。[72]
- 尼克·波利，75歲，美國棒球運動員。[73]
- 維爾莫斯·松博里，87歲，羅馬尼亞足球運動員。

### 18日
- 卡爾·博斯爾，84歲，德國歷史學家。[74]
- 阿爾弗雷多·博維特，83歲，瑞士-義大利自行車運動員。[75]
- 埃莉諾·愛麗絲·伯福德，86歲，英國小說家。
- 亞瑟·唐納森，91歲，蘇格蘭記者和政治家。
- 戈登·希金森，74歲，英國靈性主義媒介。
- 康斯坦丁·阿塔納修斯·特里帕尼斯，83歲，希臘古典學家、文學評論家和詩人。[76]
- 理查·沃林，82歲，英裔美國演員。.[77]
- 瓦西夫·阿裡·瓦西夫，64歲，巴基斯坦作家、詩人和蘇菲派。
- 狄奧尼西奧斯·扎基西諾斯，87-88歲，希臘歷史學家。

### 19日
- 霍爾頓·弗伯，89歲，美國學者。[78]
- 雷金納德·赫韋特森，84歲，英國陸軍軍官，陸軍副將。
- 威廉·勒馬塞納，76歲，美國演員[79]
- 雷金納德·路易斯，50歲，美國商人和慈善家，腦癌。
- 瑪格麗特·馬奎斯，73歲，加拿大裔美國電影女演員。
- 納金達斯·帕雷克，89歲，印度作家和文學評論家。
- 安東內洛·特隆巴多里，75歲，義大利政治家、藝術評論家和記者。

### 20日
- 喬·艾伯森，86歲，美國商人。[80]
- 約瑟夫·安東尼，80歲，美國劇作家和演員。[81]
- 弗朗索瓦絲·迪奧，60歲，法國社交名流和新納粹金融家，肺癌。
- 賓德什瓦里·杜貝，72歲，印度自由鬥士，工會會員和政治家。
- 奥黛丽·赫本，63歲，英國女演員[82]
- 克里斯托斯·卡普拉洛斯，83歲，希臘藝術家。

### 21日
- 菲利斯·博雷爾，78歲，義大利足球運動員[83]
- 查理·蓋林傑，89歲，美國棒球運動員[84]
- 洛特·拉瑟斯坦，94歲，德國瑞典畫家。
- 利奧·洛文塔爾，92歲，德國社會學家[85]
- 迪米特里斯·尼古拉迪斯，71歲，希臘演員。

### 22日
- 安部公房，69歲，日本文學作家，劇作家，心律不整。[86]
- 亞歷山大·博登，86歲，荷蘭建築師。[87]
- 派特裡夏·布魯克斯，55歲，抒情女高音，女演員和歌劇歌手，多發性硬化症。[88]
- 吉姆·波拉德，70歲，美國籃球運動員和教練。[89]
- 埃里克·維爾納·塔瓦斯特謝納，76歲，芬蘭音樂學家、鋼琴家和音樂教師。[90]
- 佈雷特·韋斯頓，81歲，美國攝影師，中風。[91]

### 23日
- 托馬斯·A·多爾西，93歲，美國福音音樂家，阿爾茨海默病。[92]
- 孔飞，82歲，中國政治家。
- 查理斯·格林利，65歲，美國爵士長號手。[93]
- 羅伯特·薩頓·哈林頓，50歲，美國天文學家[94]
- 基思·勞默，67歲，美國科幻小說作家。[95]
- 加博爾·彼得，86歲，匈牙利共產主義政治家。[96]
- 韋恩·雷尼，71歲，美國鄉村歌手和口琴演奏家，癌症。[97]
- 李子鳴，90歲，中國武術家。

### 24日
- 奧地利大公夫人阿松塔，90歲，奧地利裔美國皇室成員。
- 唐·巴斯曼，64歲，美國音響工程師。
- 埃克托·德布爾戈，58歲，法國足球運動員。
- 古斯塔夫·埃內薩克斯，84歲，愛沙尼亞作曲家。[98]
- 德特勒夫格斯騰伯格，35歲，東德擲錘手和奧運選手，肝硬化。[99]
- 小約翰·A·拉福爾，87歲，美國政治家。[100]
- 瑟古德·马歇尔，84歲，美國法官[101]
- 伊蓮·蒙特爾，94歲，法國物理學家和化學家。
- 烏爾穆姆庫，50歲，土耳其調查記者，被謀殺。[102]
- 埃諾彭蒂，86歲，美國奧運亞軍（1932年，1936年）。 [103]
- 利蘭·謝弗，80歲，美式足球運動員（紐約巨人隊）。[104]
- 亨利·阿貝爾·史密斯，92歲，英國陸軍軍官。
- 謝爾蓋·扎哈羅夫，92歲，蘇俄畫家。

### 25日
- 王玉玲，臺灣華視女演員
- 弗蘭克·弗雷德爾，77歲，美國歷史學家和傳記作家。[105]
- 尼爾斯·克里斯汀·雅各布森，84歲，挪威政治家。
- 利亞·紐伯格，77歲，美國乒乓球運動員。
- 赫迪·阿馬拉·努伊拉，81歲，突尼西亞政治家，總理[106]

### 26日
- 阿克塞爾·馮·德姆·布舍-施特賴特霍斯特，73歲，德國士兵，抵抗組織成員和外交官。
- 露西亞·M·科米爾，83歲，美國政治家
- 肯尼斯·加布羅，66歲，美國作曲家。[107]
- 揚·吉斯，87歲，荷蘭抵抗組織成員，曾埋藏安妮弗蘭克。
- 羅伯特·雅各森，80歲，丹麥藝術家。[108]
- 讓娜·索韋，70歲，加拿大政治家，總督，國會議員[109]

### 27日
- 斯爾丹·阿列克西奇，26歲，波士尼亞塞族業餘演員和士兵
- 尼爾斯·奧爾·巴里切利，81歲，挪威-義大利數學家。
- 哈羅德·H·貝弗利，99歲，美國發明家和研究員。[110]
- 萊昂·曼德拉草，81歲，加拿大魔術師。
- 愛德華·P·摩根，82歲，美國記者和作家。[111]
- 埃里克·默克，67歲，丹麥電影演員[112]
- 賽義德·舒賈特·阿裡·卡德里，51-52歲，巴基斯坦大穆夫提

### 28日
- 唐納德·道格拉斯，81歲，蘇格蘭外科醫生。[113]
- 巨人安德烈，46歲，法國職業摔跤手和演員[114]
- 埃裡克·赫塞斯，100歲，挪威奧運帆船運動員[115]
- 海倫·索耶·霍格，87歲，美籍加拿大天文學家。[116]
- 阿本·坎德爾，95歲，美國編劇[117]
- 弗恩·肯尼迪，85歲，美國棒球運動員。[118]
- 阿納托利·帕爾菲諾夫，67歲，蘇聯重量級希臘羅馬摔跤手[119]
- 第一代普爾男爵奧利弗，81歲，英國政治家、軍人和商人。
- 約翰·斯坦德曼，83歲，美國演員。
- 凱·斯威夫特，95歲，美國流行和古典音樂作曲家。[120]
- 蒂姆·沃德，75歲，英格蘭足球運動員和經理。
- 漢娜·威爾克，52歲，美國藝術家[121]

### 29日
- 阿德托昆博·阿德莫拉，86歲，奈及利亞法學家[122]
- 安赫爾·加爾馬，88歲，西班牙-阿根廷精神分析學家。[123]
- 古斯塔夫·哈斯福德，45歲，美國小說家[124]
- 哈裡斯·赫爾，83歲，美國準將[125]
- 羅恩·科斯特尼克，53歲，美國橄欖球運動員[126]
- 拉爾斯·拉爾森，81歲，瑞典障礙賽跑者[127]
- 伊娃·雷梅烏斯，42歲，瑞典女演員
- 南希·蒂德，43歲，加拿大政治家

### 30日
- 服部良一，85歲，日本流行音樂和爵士樂作曲家[128]
- 詹姆斯·盧瓦勒，80歲，美國運動員和科學家。
- 森泰吉郎，88歲，日本商人和經濟學家。.[129]
- 斯維托斯拉夫·羅裡奇，88歲，俄羅斯畫家。
- 約翰·威頓·歐斯唐，84歲，愛爾蘭哲學家。[130]
- 亞歷山德拉，71歲，希臘-南斯拉夫王室和王后（1944-1945），癌症。

### 31日
- 保羅·R·安德森，85歲，美國學者。[131]
- 恩諾·倫德維，67歲，匈牙利音樂理論家。[132]
- 約翰·波爾森，82歲，英國設計師和商人。
- 弗里斯喬夫·烏勒伯格，81歲，挪威足球運動員。[133]
- 道格拉斯·威廉姆斯，75歲，美國音響工程師。